# إكسال
إكسال هي قرية عربية تقع في منطقة الجليل وإداريًا في المنطقة الشمالية شمال إسرائيل، وتقع حوالي 5 كيلومترات (3.1 ميل) إلى الجنوب الشرقي من مدينة الناصرة. وتبلغ مساحتها 9000 دونم وسكانها من المسلمين في المقام الأول. ويعتقد أن اسم المدينة لاشتقاق من ذلك كسلوت تابور وهي بلدة ذكرت في الكتاب المقدس وورد ذكرها في سفر يشوع. سبب التّسمية يعود إلى اللّغة الكنعانية وتعني المنحدرات.

## الإدارة والسلطة المحلية
أول مجلس محلي في اكسال كان عام 1960 ميلادي والرئيس الأول هو أحمد موسى دراوشه وصالح يحيى دراوشه هو الرئيس الثاني اما الرئيس الثالث فهو عمر يونس دراوشه والرئيس الرابع هو محمد رافع شلبي والرئيس الخامس موسى أحمد موسى دراوشه والرئيس السادس فهو عبد السلام محمد دراوشة. والرئيس السابع فهو محمد رافع شلبي. اما الرئيس الحالي فهو عبد السلام دراوشه حيث فاز بفارق اصوات كبير في الانتخابات الأخيرة. 901 صوت

## التعليم
وفق معطيات وزارة التربية والتعليم لعام 2021، عدد المؤسسات التعليمية في إكسال، 9 مؤسسات، ويبلغ عدد الطلاب 3494، فيما يبلغ عدد المعلمين، 373. تبلغ الكثافة الطلابية في الصف، 27.7 طالب. فيما يتعلق بالروضات، فبلغ عدد الروضات، حتى عام 2022، 35 حضانة. يتعلم فيها 933 طالب. بلغ عدد الحاصلين على شهادة بجروت 69.4% للعام الدراسيّ 2021-2020. أما نسبة المنخرطين في التّعليم الأكاديميّ فبلغ حتّى العام الدراسيّ 2021-2020 هي 2.8%.
يوجد في اكسال مدرسة ثانوية ومدرسة اعدادية ومدرسة شاملة وفيها مدرسة قطرية لذوي الاحتياجات الخاصة «مدرسة رند».

## السكان
وفق معطيات دائرة الإحصاء المركزية، صحيح حتى 2022، يعيش في إكسال نحو 15281 نسمة. يبلغ عدد الرّجال 7831، أمّا عدد النّساء فيبلغ 7315. كما تحتل اكسال المكانة الـ 132 في تدرج التعداد السكاني للسلطات المحلية في إسرائيل. نسبة التكاثر السكاني وصلت إلى 1.4% وفق معطيات دائرة الإحصاء المركزية لعام 2020. أمّا الهجرة السالبة في القرية تبلغ 46-.

## دور العبادة
يوجد في اكسال ثلاثة مساجد وهي المسجد القديم في نواة القرية منذ عام 1912م ومسجد الإصلاح منذ عام 1977 م اما المسجد الثالث فهو مسجد أبو بكر الصديق منذ عام 2014 وهو أحدث المساجد في القرية.

## اقتصاد
تشير معطيات مؤسسة التأمين الوطني المحدثة حتى الأول من أغسطس عام 2022، بلغ عدد العاملين في إكسال، 4415 عامل، فيما بلغ عدد العاملين بشكل مستقل 1315. ويبلغ متوسّط الدّخل الشّهريّ للرّجال 8,139، أمّا ومتوسّط الدّخل الشهريّ 4,903 شيكل. فيما يشكل الدخل الشهري لمستقل، 9203 شيكل. إلى ذلك، تبلغ نسبة البطالة الـ 0.5%.

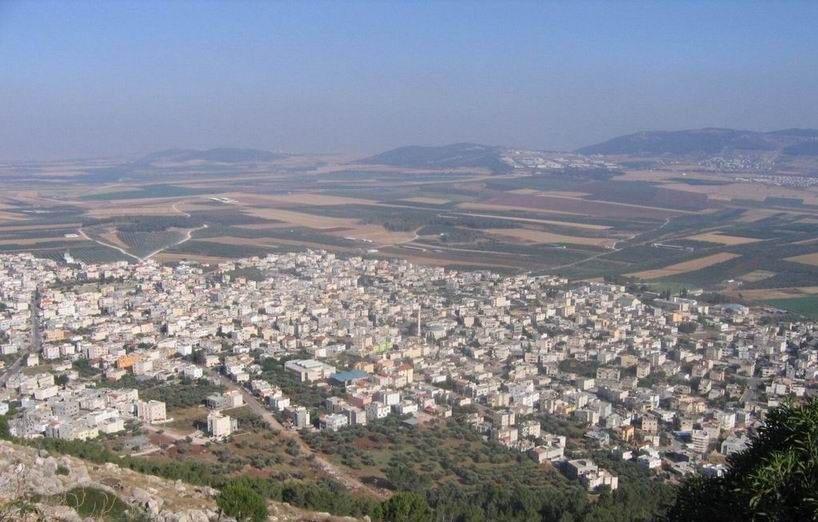
منظر عام لبلدة إكسال.